# Ромовый дневник
«Ромовый дневник» (англ. The Rum Diary) — роман американского гонзо-журналиста Хантера Стоктона Томпсона. Оригинал был издан компанией Simon & Schuster в 1998 году. Впоследствии произведение было переведено на русский язык и выпущено издательством АСТ. В 2011 году на экраны вышел одноимённый фильм сценариста и режиссёра Брюса Робинсона.

## История
Хантер Томпсон начал писать «Ромовый дневник» в 1959 году, во время своей работы на пуэрто-риканскую газету The San Juan Star в качестве спортивного корреспондента. Томпсон завёл дружбу со многими своими коллегами, которые впоследствии стали прототипами для образов героев «Ромового дневника».
В отличие от более поздних произведений журналиста в стиле гонзо, в событиях «Ромового дневника» много вымысла. На момент написания романа Хантеру было 22 года, но в «Ромовом дневнике» он пишет о себе, как об уставшем и стареющем 32-летнем журналисте, который уже 10 лет скитается по Европе и США.
Автору несколько раз отказывали в публикации романа в 1960-х и 1970-х годах. Рукопись «Ромового дневника» была найдена в бумагах Хантера Томпсона его другом Джонни Деппом во время подготовки к съёмкам фильма «Страх и ненависть в Лас-Вегасе». Впервые книга была издана в 1998 году, одновременно с выходом фильма «Страх и ненависть в Лас-Вегасе».

## Сюжет
Альтер эго Хантера С. Томпсона — журналист Пол Кемп — прибывает в Пуэрто-Рико по приглашению главного редактора газеты Daily News Леттермана. Среди репортёров газеты преобладают алкоголики и бездельники, вследствие чего газета находится на грани закрытия.
Кемп знакомится с местными: фотографом и «единственным профессионалом на острове» Салой, беспробудным пьяницей Мобергом, горячим и агрессивным Йимоном и его девушкой Шено, в которую Пол немедленно влюбляется.